# SK Babīte
SK Babīte (łot. Sporta klubs "Babīte") – łotewski klub piłkarski z siedzibą we wsi Piņķi, koło stolicy kraju – mieście Ryga.

## Historia
Chronologia nazw:
- 2015: SK Babīte
- 1.02.2017: SK Babīte/Dinamo - po fuzji z FK Dinamo Rīga

Sportowy klub Babīte został założony we wsi Piņķi, 15 km na zachód od centrum Rygi, w 2015 roku i reprezentował gminę Babīte. W 2015 debiutował w drugiej lidze, w której zajął pierwsze miejsce w grupie Kurzeme i zdobył promocję do pierwszej ligi. W 2016 klub zwyciężył w pierwszej lidze i awansował do wyższej ligi. W lutym 2017 połączył się z FK Dinamo Rīga i jako Babīte/Dinamo debiutował w rozgrywkach na najwyższym poziomie. W czerwcu 2017 klub został wyrzucony z ligi ze względu na ustawianie meczów.

## Sukcesy

### Trofea międzynarodowe
Nie uczestniczył w rozgrywkach europejskich (stan na 31-05-2015).

### Trofea krajowe
| \| \| Zdobyte trofea w rozgrywkach Łotwy (stan na: 31-03-2017) \| |                                                          |      |          |
| Rozgrywki                                                         | Osiągnięcie                                              | Razy | Sezon(y) |
| Mistrzostwo                                                       | I miejsce                                                | 0    |          |
| Mistrzostwo                                                       | II miejsce                                               | 0    |          |
| Mistrzostwo                                                       | III miejsce                                              | 0    |          |
| Mistrzostwo                                                       | ? miejsce                                                | 1    | 2017     |
| · Puchar                                                          | zdobywca                                                 | 0    |          |
| · Puchar                                                          | finalista                                                | 0    |          |
| · Puchar                                                          | ćwierćfinalista                                          | 1    | 2015/16  |
| II liga                                                           | I miejsce                                                | 1    | 2016     |
| II liga                                                           | II miejsce                                               | 0    |          |
| II liga                                                           | III miejsce                                              | 0    |          |
| Łotwa                                                             | Zdobyte trofea w rozgrywkach Łotwy (stan na: 31-03-2017) |      |          |

## Stadion
Klub rozgrywa swoje mecze domowe na stadionie Piņķu stadions we wsi Piņķi, który może pomieścić 1000 widzów. Czasami też występuje na Centralnym w mieście Ryga, który może pomieścić 9500 widzów.

## Piłkarze
| Nr | Poz. | Piłkarz                |
| -- | ---- | ---------------------- |
| 1  | BR   | Vjačeslavs Kudrjavcevs |
| 2  | OB   | Elvis Studāns          |
| 3  | OB   | Vladislavs Kuzmins     |
| 4  | PO   | Viktors Baikovs        |
| 6  | OB   | Aliaksandr Daniłau     |
| 7  | PO   | Deniss Tarasovs        |
| 8  | OB   | Dmitrijs Daņilovs      |
| 9  | PO   | Wiaczesław Suszkin     |
| 10 | PO   | Viktors Kurma          |
| 11 | NA   | Niks Savaļnieks        |
| 12 | BR   | Antons Remezs          |
| 14 | PO   | Aleksejs Saveljevs     |
| 15 | NA   | Verners Apiņš          |
| 16 | BR   | Jaroslavs Morozs       |
| 18 | PO   | Vladas Rimkus          |
| 19 | PO   | Nikita Zarovs          |

| Nr | Poz. | Piłkarz              |
| -- | ---- | -------------------- |
| 20 | NA   | Aleksejs Davidenkovs |
| 21 | PO   | Edgars Kārkliņš      |
| 23 | PO   | Aleksejs Grjaznovs   |
| 24 | NA   | Ingmārs Briškens     |
| 25 | OB   | Antons Dresmanis     |
| 26 | PO   | Mihails Lesnojs      |
| 27 | PO   | Ronalds Smans        |
| 28 | PO   | Vladimirs Mukins     |
| 29 | PO   | Illa Mychajłowski    |
| 33 | PO   | Andrij Chomyn        |
| 47 | OB   | Pawieł Moczalin      |
| 70 | NA   | Aleksejs Rosoha      |
| 76 | PO   | Dmitrij Chochłow     |
| 77 | PO   | Maksims Vasiljevs    |
| 95 | PO   | Edgars Fjodorovs     |